# خور ژیرنده
خور ژیرُند خوری است در جنوب فرانسه.

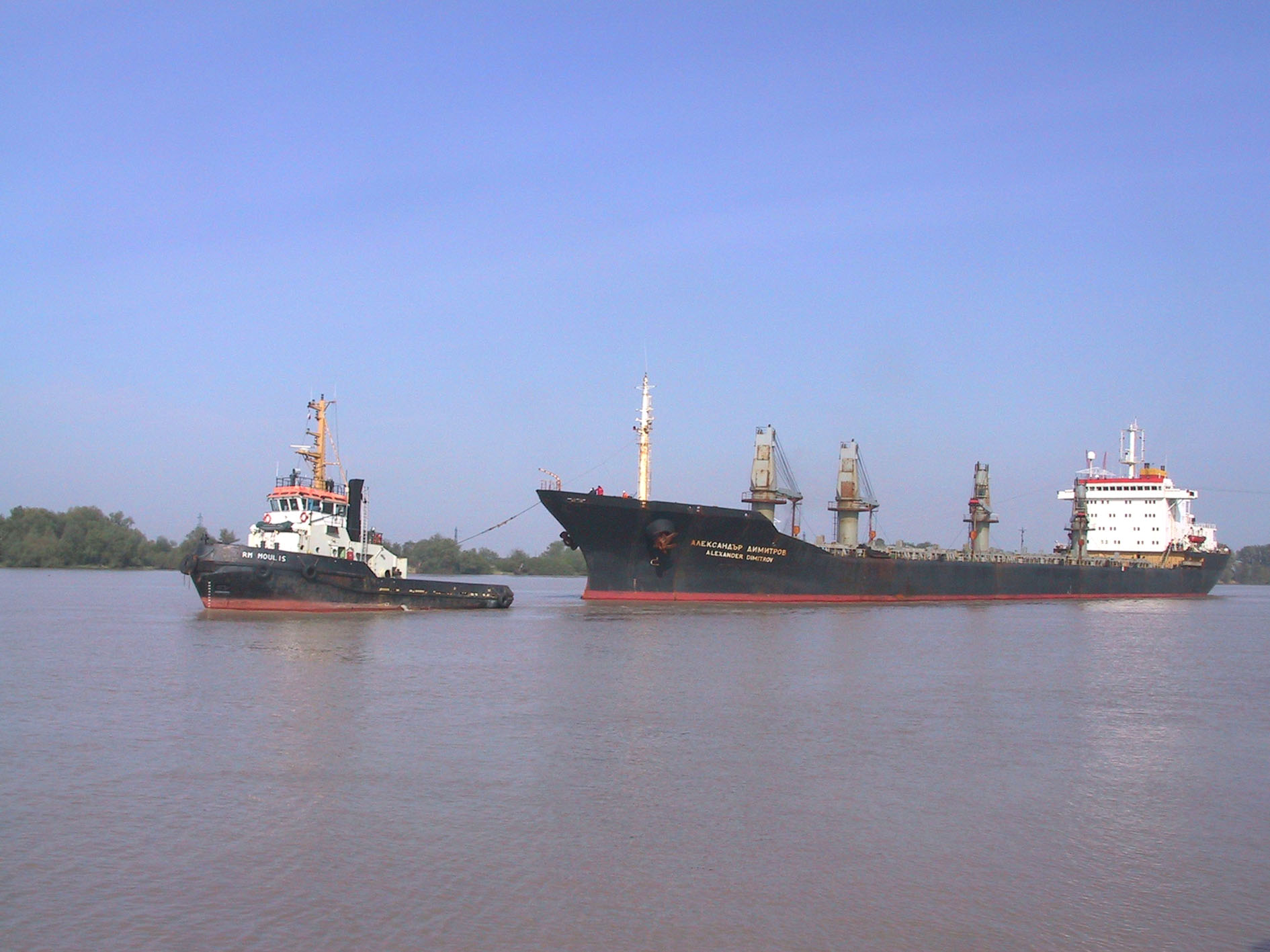
یک یدک‌کش به یک کشتی فله‌بر کمک می‌کند تا از خور ژیرند به یکی از لنگرگاه‌های بندر بوردو برسد.

در این خور کشتیرانی می‌شود، اما گاهی آن را رودی نیز می‌دانند که در جنوب غربی فرانسه از به هم پیوستن دو رود دوردونیه و گارُن کمی پائین تر از مرکز شهر بوردو قرار گرفته است.